# Cryptogramme
Pour l’article homonyme, voir cryptogramme visuel.
Un cryptogramme est une énigme basée sur un message chiffré. On en trouve principalement dans les médias imprimés comme les livres, les magazines ou les journaux. Le chiffrement est souvent simple, comme une substitution (Chiffre de César) ou une permutation des lettres, le but du jeu étant de retrouver le message en « clair ». Parmi les méthodes possibles, l'analyse fréquentielle d'apparition des lettres est celle qui est privilégiée si le chiffrement est une simple substitution (substitution monoalphabétique). 

## Exemples célèbres

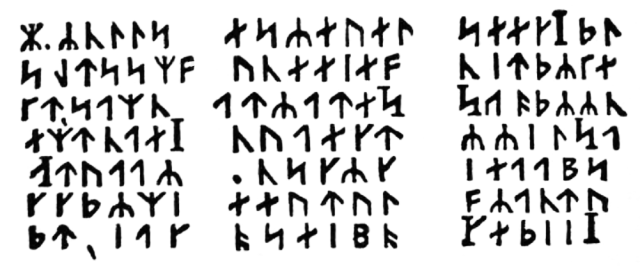
Cryptogramme dans le roman Voyage au centre de la Terre.

Parmi les nombreux cryptogrammes célèbres, on peut citer celui qu'a laissé le pirate Olivier Levasseur, pendu à l'île Bourbon en juillet 1730 : le cryptogramme de La Buse.
Un siècle plus tard, l'écrivain Jules Verne utilise plusieurs fois les cryptogrammes dans ses romans. Dans La Jangada, un juge doit déchiffrer un message pour sauver un condamné. Dans Voyage au centre de la Terre, le professeur Lidenbrock doit résoudre le mystère d'un parchemin sur lequel est inscrit un message incompréhensible en signes runiques. 
Edgar Allan Poe utilise un procédé cryptographique dans sa nouvelle « Le Scarabée d'or » (voir cryptologie dans Le Scarabée d'or). D'apparence complexe, le chiffrement n'est en fait qu'une substitution qui peut être décryptée grâce à une analyse fréquentielle. 
Dans Les Hommes dansants d'Arthur Conan Doyle, Sherlock Holmes est confronté à des billets sur lesquels sont dessinées des suites de bonshommes dansants. Le célèbre détective parvient à comprendre le sens de ces messages en étudiant la fréquence d'apparition de chaque personnage.
Durant les années 1960 et jusqu'en 1979, un tueur en série surnommé le « tueur du Zodiaque » sévit aux États-Unis. Il fait parvenir plusieurs lettres chiffrées avec un étrange alphabet. La plupart seront déchiffrées en moins d'une semaine par un professeur et sa femme grâce à une attaque par mot probable. Le dernier message reste cependant incompréhensible en 2010.

## Cartes bancaires
Les cartes bancaires disposent d'un « cryptogramme » : situé au verso de la carte et composé de 3 chiffres, il permet d'identifier le titulaire de la carte.